# Halvspråkighet
Halvspråkighet är en kontroversiell term inom flerspråkighetsforskning. Termen beskriver förmodade tvåspråkiga individer som av olika anledningar inte har tillägnat sig språken under gynnsamma omständigheter och därför inte behärskar något av dem ordentligt. Termen myntades av Nils-Erik Hansegård som ansåg sig ha upptäckt fall av så kallad halvspråkighet i Tornedalen, men detta visade sig senare inte vara korrekt. Termen var omdebatterad under 1960- och 70-talen, men kom sedan att betraktas som förlegad. Halvspåkighet betraktas i dag som en myt, men förekommer trots det stundtals i den politiska debatten.